# 461 オーシャン・ブールヴァード
『461 オーシャン・ブールヴァード』 (461 Ocean Boulevard) は、1974年に発表されたエリック・クラプトンのアルバム。

## 解説
デレク・アンド・ザ・ドミノス名義の『いとしのレイラ』以来4年近くのブランクを経て発表された、久し振りのスタジオ・レコーディング作品（間にデレク・アンド・ザ・ドミノスのライブ・アルバムと、ソロ名義のライブ・アルバムを1枚ずつ挟んでいる）。全米1位のヒットとなり、クラプトン復活を決定づけた。
タイトル名の由来は、このアルバムのレコーディング中にクラプトン自身が住んでいたゴールデンビーチ（英語版記事）の住宅の住所である。アルバムが発売されるや否やファンが押しかけてきたために住所名を変更しなければならなくなってしまったという。
『ローリング・ストーン誌が選ぶオールタイム・ベストアルバム500』に於いて、411位にランクイン。
2004年には、未発表テイクと1974年12月のロンドン公演の演奏を追加した、2枚組のデラックス・エディション盤が発売された。
全米1位のシングル・ヒットとなった「アイ・ショット・ザ・シェリフ」は、ボブ・マーリーのカバー。「ステディ・ローリン・マン」は、クラプトンに大きな影響を与えたブルースマン、ロバート・ジョンソンのカバー。

## 収録曲
Side 1
1. マザーレス・チルドレン - Motherless Children (Traditional)
2. ギヴ・ミー・ストレングス - Give Me Strength (Eric Clapton)
3. ウィリー・アンド・ザ・ハンド・ジャイヴ - Willie and the Hand Jive (Johnny Otis)
4. ゲッド・レディ - Get Ready  (E. Clapton, Yvonne Elliman)
5. アイ・ショット・ザ・シェリフ - I Shot the Sheriff (Bob Marley)

Side 2
1. アイ・キャント・ホールド・アウト - I Can't Hold Out (Elmore James)
2. プリーズ・ビー・ウィズ・ミー - Please Be With Me (Boyer)
3. レット・イット・グロウ - Let It Grow (E. Clapton)
4. ステディ・ローリン・マン - Steady Rollin' Man (Robert Johnson)
5. メインライン・フロリダ - Mainline Florida (George Terry)

### デラックス・エディション追加収録曲
1. ウォーキン・ダウン・ザ・ロード - Walkin' Down the Road
2. エイント・ザット・ラビング・ユー - Ain't That Loving You
3. ミート・ミー - Meet Me
4. エリック・アフター・アワー・ブルース - Eric After Hour Blues
5. ビーマイナー・ジャム - B-Minor Jam

Disc 2
1. スマイル - Smile
2. レット・イット・グロウ - Let It Grow
3. キャント・ファインド・マイ・ウェイ・ホーム - Can't Find My Way Home
4. アイ・ショット・ザ・シェリフ - I Shot the Sheriff
5. テル・ザ・トゥルース - Tell the Truth
6. ザ・スカイ・イズ・クライング / ハブ・ユー・エヴァ・ラブド・ア・ウーマン / ランブリング・オン・マイ・マインド - The Sky Is Crying / Have You Ever Loved a Woman / Rambling On My Mind
7. リトル・ウィング - Little Wing
8. シンギン・ザ・ブルース - Singin' the Blues
9. バッジ - Badge
10. レイラ - Layla
11. レット・イット・レイン - Let It Rain

## プレイヤー
- エリック・クラプトン - ドブロ・ギター、ギター、ボーカル、アレンジ
- イヴォンヌ・エリマン - ボーカル、バック・コーラス
- アルビー・ガルテン - オルガン、シンセサイザー、ピアノ、クラビコード、エレクトリックピアノ
- トム・バーンフィールド - ボーカル、バック・コーラス
- ディック・シムズ - キーボード
- ジョージ・テリー - ギター、バック・コーラス
- カール・レイドル - ベース、アレンジ
- ジェイミー・オールディカー - ドラムス、パーカッション
- アル・ジャクソン・ジュニア - ドラムス
- ジム・フォックス - ドラムス